# Beștemac, Leova
Beștemac este satul de reședință al comunei cu același nume  din raionul Leova, Republica Moldova.

## Demografie

### Structura etnică
Structura etnică a satului Beștemac conform recensământului populației din 2004:
| Grup etnic                    | Populație | % Procentaj |
| ----------------------------- | --------- | ----------- |
| Băștinași declarați Moldoveni | 1033      | 97,36%      |
| Găgăuzi                       | 12        | 1,13%       |
| Bulgari                       | 6         | 0,57%       |
| Ruși                          | 5         | 0,47%       |
| Ucraineni                     | 3         | 0,28%       |
| Alții                         | 2         | 0,19%       |
| Total                         | 1061      |             |